# Kiril Serébrennikov
Kiril Semiónovich Serébrennikov (en ruso: Кирилл Семёнович Серéбренников, Rostov del Don, 7 de septiembre de 1969) es un guionista y director de cine y teatro ruso.

## Biografía
Su película Hacerse la víctima fue galardonada con el premio Marco Aurelio de Oro a la mejor película en el Festival de Cine de Roma en 2006.

### Juicio por malversación de fondos
En 2017, Serébrennikov fue detenido e investigado por supuestamente participar en una malversación de aproximadamente 150 millones de rublos (unos 2 millones de euros) de fondos estatales para la promoción del arte. Tras tres años de investigación en el que recibió el apoyo de sus fanes, que llegaron a insinuar que la acusación estaba relacionada con las críticas del director a la Iglesia ortodoxa rusa, un tribunal de Moscú lo declaró culpable el 26 de junio de 2020.

### Salida de Rusia
El 28 de marzo de 2022, tras cumplirse la prohibición de abandonar el país, Kiril Serébrennikov decidió mudarse a Alemania, donde se le pudo ver a los pocos días. En mayo, durante el festival de Cannes al que acudió para presentar su película La esposa de Chaikovski, realizó unas declaraciones en contra del gobierno ruso, especialmente contra la invasión de Ucrania por parte de Rusia y las leyes antigais del país.

### Censura de su obra
Su ballet Nuréyev, dedicado al reconocido bailarín Rudolf Nuréyev y que contenía abundantes referencias a su homosexualidad, ha sido prohibido en Rusia tras la aprobación por parte del gobierno de Vladímir Putin de la denominada ley contra la «propaganda homosexual». El Teatro Bolshói de Moscú tomó la decisión de retirar el espectáculo de su cartelera en diciembre de 2022, al considerar que promovía «valores no tradicionales».

## Filmografía
- 1998 : Desnudos ("Раздетые")
- 2001 : Rostov-Papa  ("Ростов-папа"), serie de televisión
- 2003 : Diario de un asesino ("Дневник убийцы"), serie de televisión
- 2003 : Historias de cama ("Постельные сцены")
- 2004 : Raguin ("Рагин")
- 2006 : Hacerse la víctima ("Изображая жертву")
- 2008 : Largo día Yúriev ("Юрьев День")
- 2012 : El adulterio ("Измена")
- 2016 : El estudiante ("Ученик")
- 2018 : Leto ("Лето")
- 2021 : La fiebre de Petrov ("Петровы в гриппе")
- 2022 : La mujer de Chaikovski ("Жена Чайковского")[6]
- 2023 : Limónov, la balada de Édichka ("Лимонов, баллада об Эдичке")[7]

## Otros proyectos
- Wikimedia Commons contiene immagini o altri file su Kirill Serebrennikov